# Албија (Ајова)
Албија (енгл. Albia) град је у америчкој савезној држави Ајова. По попису становништва из 2010. у њему је живело 3.766 становника.

## Демографија
Према попису становништва из 2010. у граду је живело 3.766 становника, што је 60 (1,6%) становника више него 2000. године.
| Група             | 2000.         | 2010.         |
| Белци             | 3.608 (97,4%) | 3.622 (96,2%) |
| Афроамериканци    | 12 (0,3%)     | 12 (0,3%)     |
| Азијати           | 23 (0,6%)     | 12 (0,3%)     |
| Хиспаноамериканци | 31 (0,8%)     | 72 (1,9%)     |
| Укупно            | 3.706         | 3.766         |